# Erardo Cóccaro
Erardo José Cóccaro López (Dolores, Soriano, 20 de enero de 1961) es un entrenador de fútbol y exfutbolista uruguayo. Actualmente dirige al Club Atlético Bella Vista de la Segunda División Profesional de Uruguay
En su carrera futbolística ganó la Copa América en 1987 con la Selección de fútbol de Uruguay, obtuvo la Copa Uruguaya de 1990 con el Club Atlético Bella Vista y del Torneo Competencia con el Club Atlético Progreso.
Desde 1995 que es entrenador de fútbol, comenzó dirigiendo las divisiones juveniles del Club Atlético Progreso, para pasar en 1996 hasta mediados de 1997 el primer equipo.
Luego dirigió al Club Atlético Progreso desde mediados del 2003 a 2004, en 2005 dirigió las formativas del Club Atlético Rentistas y en 2006 retorno a dirigir las formativas de Peñarol al igual que en 2000.
En 2007 volvió al Club Atlético Progreso a dirigir las divisiones formativas del club, para pasar a entrenar el primer equipo a partir del mes de julio. En 2009 pasa a las formativas de Liverpool Fútbol Club a dirigir la cuarta división y ser ayudante técnico en la tercera.
Luego de dirigir algunos años a la sub-16 del Club Atlético Bella Vista es nombrado técnico de primera división para el 2017 en la Segunda División Amateur de Uruguay, luego de que el equipo papal estuviera tres años y medio sin participar de competencias oficiales.

## Clubes
| Club                 | País      | Año       |
| -------------------- | --------- | --------- |
| Progreso             | Uruguay   | 1981-1987 |
| Peñarol              | Uruguay   | 1988-1989 |
| Gimnasia de La Plata | Argentina | 1990      |